# Флаг Полтавской области
Флаг Полта́вской области (укр. Прапор Полтавської області) является одним из символов Полтавской области Украины, отображающим историю и традиции Полтавщины. Был утверждён 10 февраля 2000 года решением одиннадцатой сессии областного совета XXIII созыва.

## Описание
Представляет собой жёлтый казацкий крест на синем полотнище. Соотношение сторон — 2:3. Казацкий крест является основным элементом герба Полтавской области, который был включён по историческим мотивам: подобный флаг в середине XVIII века присутствовал в ряде полков (Кременчугский, Пирятинский, Гадячский, Зеньковский, Хорольский), которые вскоре были объединены в Полтавский полк. Синий цвет символизирует устойчивость, силу, верность и надёжность (по толкованию XVIII века — борьба за свободу).

## Проект
Проект флага был разработан Украинским геральдическим обществом и отправлен на конкурс гербов области в 1997—1998 годах, а позднее и на конкурс флагов области.